# Chusaris rhynchinodes
Chusaris rhynchinodes är en fjärilsart som beskrevs av Embrik Strand 1915. Chusaris rhynchinodes ingår i släktet Chusaris och familjen nattflyn. Inga underarter finns listade i Catalogue of Life.